# Leonard (Dakota del Nord)
Leonard és una població dels Estats Units a l'estat de Dakota del Nord. Segons el cens del 2000 tenia 255 habitants.

## Demografia
Segons el cens del 2000, Leonard tenia 255 habitants, 116 habitatges, i 74 famílies. La densitat de població era de 196,9 hab./km².
Dels 116 habitatges en un 21,6% hi vivien nens de menys de 18 anys, en un 56,9% hi vivien parelles casades, en un 4,3% dones solteres, i en un 36,2% no eren unitats familiars. En el 30,2% dels habitatges hi vivien persones soles el 16,4% de les quals corresponia a persones de 65 anys o més que vivien soles. El nombre mitjà de persones vivint en cada habitatge era de 2,2 i el nombre mitjà de persones que vivien en cada família era de 2,74.
Per edats la població es repartia de la següent manera: un 21,6% tenia menys de 18 anys, un 3,9% entre 18 i 24, un 24,3% entre 25 i 44, un 24,3% de 45 a 60 i un 25,9% 65 anys o més.
L'edat mediana era de 45 anys. Per cada 100 dones de 18 o més anys hi havia 98 homes.
La renda mediana per habitatge era de 33.500 $ i la renda mediana per família de 38.750 $. Els homes tenien una renda mediana de 24.286 $ mentre que les dones 17.500 $. La renda per capita de la població era de 14.937 $. Entorn del 2,5% de les famílies i el 6,5% de la població estaven per davall del llindar de pobresa.

## Poblacions més properes
El següent diagrama mostra les poblacions més properes.